# Ateriniformes
Els ateriniformes formen un ordre de peixos de la classe dels actinopterigis.

## Generalitats
Normalment són peixos petits. El més gran, Atherinopsis californiensis, fa uns 44 cm de llargada i el més petit, el "Bangkok minnow", fa només 2 cm.

## Taxonomia
Segons Nelson és:
- Subordre Atherinopsoidei
  - Família Atherinopsidae
    - Subfamília Atherinopsinae
      - Tribu Atherinopsini
      - Tribu Sorgentinini

    - Subfamília Menidiinae
      - Tribu Menidiini
      - Tribu Membradini
- Subordre Atherinoidei
  - Infraordre Notocheiroida
    - Família Notocheiridae

  - Infraordre Atherinoida
    - Família Melanotaeniidae
      - Subfamília Bedotiinae
      - Subfamília Melanotaeniinae
      - Subfamília Pseudomugilinae
      - Subfamília Telmatherininae

    - Família Atherionidae
    - Família Phallostethidae
      - Subfamília Dentatherininae
      - Subfamília Phallostethinae
        - Tribu Phallostethini
        - Tribu Gulaphallini

    - Família Atherinidae
      - Subfamília Atherinomorinae
      - Subfamília Craterocephalinae
      - Subfamília Atherininae